# Jordanstown Schools
Die Jordanstown Schools ist eine Schule für gehörlose und sehbehinderte Kinder, einschließlich Blindheit. Sie befindet sich in Jordanstown, nördlich von Belfast. Trotz presbyterianischer und anglikanischer Wurzeln ist sie heute konfessionslos.
Die Schule gehört der Ulster Society for Promoting the Education of the Deaf and the Blind, deren Wurzeln in der Claremont Institution in Dublin und der Belfast Auxiliary Society liegen. Die am 25. April 1821 gegründete Gesellschaft sollte gehörlose Kinder aus Ulster in die Claremont Institution schicken, die im Jahr 1816 Irlands erste Schule für Taubstumme war.
Die Belfast Day School for the Deaf and Dumb wurde im Jahr 1831 gegründet und befand sich ursprünglich in einem kleinen Schulzimmer in der Donegall Street Congregational Church im Stadtzentrum. 1845 zog sie in die Lisburn Road um, wo sich heute die medizinische Fakultät der Queen’s University  befindet. Im Jahr 1961 zog sie erneut um, an ihren heutigen Standort in Jordanstown, in der Nähe der University of Ulster.
Die Schule bietet sowohl Grundschul- als auch Sekundarschulbildung an und ist für Kinder zwischen 4 und 19 Jahren geeignet.
Adam Smith wurde 2016 zum Direktor ernannt.

## Sprache
Die Northern Ireland Sign Language (NISL) wird in der Gehörlosenabteilung mit mehreren Kindern aus Familien praktiziert, in denen die NISL und/oder Irish Sign Language täglich verwendet wird. Die Schulen fördern jedoch die Totale-Kommunikation-Strategie mit dem Schwerpunkt auf der Verwendung von Signed English.
In der Blindenabteilung wird Englisch gesprochen.